# Bisdom Uvira

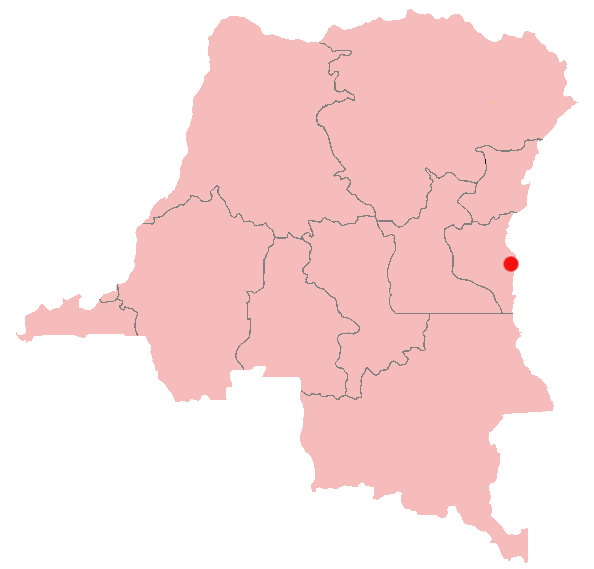
Uvira

Het bisdom Uvira (Latijn: Dioecesis Uviraensis) is een rooms-katholiek bisdom in Congo-Kinshasa met als zetel Uvira (Zuid-Kivu) (Sint-Pauluskathedraal). Het is een suffragaan bisdom van het aartsbisdom Bukavu en werd opgericht in 1962. 
Het bisdom werd opgericht in 1962 door afsplitsing van gebied van het aartsbisdom Bukavu en het bisdom Kasongo. De eerste bisschop was de Italiaanse Xaveriaan Danilo Catarzi. In het bisdom wonen verschillende, rivaliserende bevolkingsgroepen (Bavira, Bafulero, Babembe, Balega) en worden verschillende talen gesproken.
In 2017 telde het bisdom 27 parochies. Het bisdom heeft een oppervlakte van 36.795 km² en telde in 2017 1.711.000 inwoners waarvan 39,9% rooms-katholiek was. 

## Bisschoppen
- Danilo Catarzi, S.X. (1962-1981)
- Léonard Dhejju (1981-1984)
- Jérôme Gapangwa Nteziryayo (1985-2002)
- Jean-Pierre Tafunga Mbayo, S.D.B. (2002-2008)
- Sébastien-Joseph Muyengo Mulombe (2013- )